# Wrangler (profession)
Pour les articles homonymes, voir Wrangler.
En Amérique du Nord, un wrangler est une personne employée pour manipuler des animaux de manière professionnelle, en particulier les chevaux et le bétail, mais parfois aussi d'autres animaux. Le mot « wrangler » est dérivé du bas allemand « wrangeln » signifiant « disputer » ou « lutter ». Il est documenté pour la première fois en 1377. L'utilisation du nom a été enregistrée pour la première fois en 1547. Sa référence à une « personne en charge des chevaux ou du bétail » ou « berger » a été enregistrée pour la première fois en 1888.
Un wrangler est une personne impliquée dans le processus d'apprivoisement, de contrôle et de manipulation de différents animaux, en particulier les chevaux. Traditionnellement, cela implique de rassembler du bétail et de ramener les chevaux du paddock. Les wranglers travaillent souvent pour d'autres cow-boys ou pour des touristes qui veulent monter des chevaux dans des ranchs d'Amérique du Nord. Les différentes tâches des wranglers incluent la gestion des troupeaux, l'accompagnement des touristes à cheval, le rodéo et la gestion des chevaux de cascade pour l'industrie cinématographique. Les wranglers sont considérés comme une sous-catégorie de cow-boys, étant responsables de l'élevage des chevaux plutôt que du bétail. La profession s'est développée au fil du temps, les wranglers étant formés pour effectuer plus de tâches à mesure que le secteur du tourisme prenait de plus en plus d'importance dans leur activité.
Les wranglers conduisent également les chevaux et autres animaux lors de la réalisation de films. Un dude-wrangler est un cow-boy ou un guide qui emmène des non-wranglers et des non-cow-boys (dudes) lors d'excursions à cheval dans l'ouest américain.
Dans l'industrie du cinéma, un wrangler est également celui qui recherche et/ou gère professionnellement des tâches particulières sur des programmes cinématographiques ou télévisuels, et les clips musicaux, tels que des voitures custom ou des animaux.

## Histoire
Au cours des années 1920, la transition du wrangler vers l'économie de services reposant sur le tourisme, tout en maintenant vivant « le far west romantique », contrastait avec la conception originale du wrangling en tant que métier, car elle était auparavant caractérisée par l'autonomie et l'expertise. Les wranglers ont également été impactés par les développements technologiques et scientifiques qui influencent sur l'échelle et la vitesse à laquelle ils peuvent rassembler des chevaux.

## Formation
Les wranglers dans l'industrie cinématographique, notamment les cascadeurs, nécessitent une formation approfondie et une connaissance dans différentes disciplines. Cela inclut la capacité à entraîner des chevaux pour des cascades et le travail des animaux sur de longues périodes. Les wranglers des ranchs peuvent également être associés à de plus petits groupes de chevaux leur permettant d'identifier individuellement une bête dans un troupeau. Ils sont formés pour identifier en un instant le comportement du cheval, son âge, la condition physique, le sexe et la santé d'un cheval. Afin de prévenir les blessures ou les problèmes de santé avec les chevaux, le wrangler possède un rôle spécialisé dans un outfit. Un outfit est un groupe ou une unité de cow-boys, de cuisiniers et de wranglers qui voyagent ensemble lors de rafles et des convoyages.
Les wranglers plus âgés sont souvent responsables de la formation des plus jeunes. Plutôt qu'un système éducatif large et institutionnalisé, ils transmettent leurs connaissances et les conseils. Souvent les wranglers sont potentiellement des cow-boys qui se disputent pour apprendre les bases du travail de stockage des animaux. Leur apprentissage ne consiste donc pas en une instruction formelle. Les wranglers et les cow-boys sont censés apprendre sur le tas et évoluer vers des postes de management plus élevés.

## Activités

### Industrie du cinéma
Le wrangler est également associé aux soins et à l'entretien des chevaux. Dans certaines circonstances, il est responsable du maintien du traitement éthique des chevaux. Les problèmes éthiques concernent notamment la gestion moderne des chevaux (comme les colliers radio placés sur les chevaux sauvages qui pourraient entailler leur cou alors de leur croissance). Ceux-ci ont renforcé chez les wranglers le scepticisme à l'égard des procédures scientifiques modernes et renforcées les méthodes traditionnelles. Les wranglers doivent par ailleurs s'assurer que les installations de vie et d'entraînement sont adaptées et suffisamment grandes pour accueillir un certain nombre d'animaux.
Les wranglers impliqués dans la production de film Le Hobbit : Un voyage inattendu (2012) ont révélé que malgré les inquiétudes qu'ils avaient exprimées au sujet de la ferme dans laquelle les chevaux étaient détenus, la société de production était responsable de la mort de 27 animaux. Les wranglers furent licenciés par la production, mais furent soutenus par la PETA (People for the Ethical Treatment of Animals). Celle-ci affirmait que les problèmes concernant le parcage des chevaux découlaient d'une surpopulation et de clôtures de fils barbelés dangereuses.
Un autre exemple est celui des chevaux dans le film Horses of McBride (2012) dans lequel il y avait des exigences extrêmement spécifiques pour le casting des chevaux. Le film, qui dépeint la lutte pour sauver deux chevaux affamés, nécessitait des chevaux noirs et alezans extrêmement mal nourris. L'un de ces chevaux, Lady, a été catalogué comme ayant besoin d'être secouru. Un autre cheval mal soigné a été découvert par le wrangler du film. Il a réussi à être sauvé de ces sombres conditions, recevant une nourriture adéquate pour être se rétablir et retrouver une bonne santé. Le rôle du wrangler dans cette industrie nécessite beaucoup de recherches et de castings en amont, car des doublures cascade sont également nécessaires.
Les wranglers peuvent également apprendre aux acteurs à monter à cheval, à conduire des chariots tirés par des chevaux et apporter une connaissance historique des chevaux et de leurs utilisations. La cascade à cheval est très spécifique, répondant non seulement aux exigences du réalisateur et des acteurs, mais aussi au type de cheval requis pour effectuer une cascade spécifique. Une fois le bon cheval trouvé, il faut l'entraîner et gagner sa confiance. En plus de cette responsabilité, le wrangler doit être conscient des capacités et des limites du cheval dans cette cascade. Sur un plateau de tournage, le « chef wrangler »  peut est également chargé de fournir et de se procurer tous les chevaux nécessaires. Dans l'industrie cinématographique, les wranglers gèrent souvent une grande variété d'animaux autres que les chevaux, y compris les moutons et d'autres animaux d'élevage.
De nombreux chevaux entraînés par les wranglers sont généralement des chevaux en arrière-plan, ils ne sont pas montés par des acteurs. Ils sont tenus de rester calmes et sages et doivent être habitués aux lumières, à l'activité et aux caméras. Les wranglers dans les films doivent souvent travailler de longues journées et s'occuper des chevaux tout au long de la journée. Habituellement, les chevaux doivent simplement marcher d'un bout à l'autre de la zone de tournage. Dans d'autres circonstances, le wrangler doit les monter. Les wranglers peuvent également être utilisés comme figurants pour jouer les chauffeurs de camion ou les conducteurs de chariot.
Le wrangler est également tenu de fournir divers types d'équipement pour chevaux.

### Dude-wranglers
Les dude-wranglers sont responsables de l'entraînement des chevaux et de la conduite des voyages à cheval. Comme c'est depuis longtemps la coutume, le public s'attend à ce qu'ils soient charismatiques et courtois dans le cadre de leur travail. Il n'y a souvent aucune indication explicite à ce que les dude-wranglers soient beaux et charismatique, néanmoins, il était souvent clair que le public s'y attend. Le stéréotype du dude-wrangler suggère qu'il soit talentueux, extraverti et expérimenté, ce qui deviendrait dans l'imaginaire collectif le standard de la masculinité de la conquête de l'Ouest. Le rôle du wrangler est donc devenu un rôle dans lequel cette masculinité pouvait être prouvée.
Le wrangler était également responsable de la sécurité des enfants sur les sentiers de randonnées, comme pour toute la famille. Souvent, les gens s'attendent à pouvoir devenir un cavalier compétent sous la direction d'un dresseur de chevaux.
Les dude-wranglers sont censés s'occuper des visiteurs aussi bien que des chevaux. Ils interagissent avec les clients pour leur faire découvrir l'expérience d'un ranch, ce qui permet de ramener des fonds pour le ranch, tout comme le bétail. Les wranglers sont une sorte de médiateur entre le visiteur et la terre, car ils possèdent une connaissance approfondie des équipements, des soins vétérinaires et de l'équitation, contrairement au visiteur. Le wrangler est censé avoir un tempérament agréable malgré les tâches dures, car c'est ce qui lui permet de conserver son emploi. Il est souvent tenu de se conformer à une norme de présentation concernant la tenue vestimentaire, l'hygiène et la relation avec les invités.

### Travail au ranch
« Casser un cheval » est une autre responsabilité du wrangler. Traditionnellement, cela consistait à attraper au lasso un cheval sauvage, à le ramener au corral et à tenter de le monter jusqu'à ce qu'il se soumette au cavalier. Le wrangler continuant à forcer le cheval pour l'habituer à la fois à la bride et à la selle. Le travail de ces cavaliers particuliers est « d'éduquer » ces chevaux et pour les autres, les « dés-éduquer ». Plus simplement apprivoiser les chevaux sauvages, soit désapprivoiser les plus dociles. Ces chevaux étaient débourrés pour les monter ou les conduire. Souvent débourrés par des wranglers pour eux-mêmes ou pour des voisins, les chevaux pouvaient alors être vendus ou échangés.
Les wranglers modernes ont appris à communiquer avec les chevaux grâce à une observation subtile et le langage corporel. L'idée est de créer une relation positive entre le cheval et la personne. Le cheval voulant bien effectuer une action pour le cavalier, plutôt que d'être forcé à le faire. C'est un type d'équitation naturelle. Le wrangler peut aussi « casser » des chevaux dans un but précis, comme les jeunes hongres pour l'équitation. Cela peut déterminer l'aptitude d'un cheval à être monté.
Les wranglers de Shenandoah en Virginie-Occidentale préconisent un type de dressage moderne qui place le bien-être du cheval au premier plan de leur pratique. En plus de remplir les tâches habituelles (panser, nourrir et abreuver les chevaux), les wranglers surveillent également la santé des animaux. Ils adaptent les besoins alimentaires des chevaux en fonction de leurs besoins, ainsi les brides et les selles personnalisées. Ces wranglers modernes se concentrent aussi sur la construction d'un partenariat de confiance entre le cheval et le cavalier basé sur l'équitation éthologique. Le wrangler est également responsable de la vente des chevaux, associant les clients à des chevaux d'un certain type et à la personnalité approprié.
Les wranglers sont également impliqués dans les travaux de ranch tels que le tri, à l'aide des chevaux, du bétail du reste du troupeau ainsi que le marquage. Chaque ranch a une marque spécifique qui doit être faite sur les veaux afin d'identifier le propriétaire du bétail. Les wranglers peuvent également être responsables des soins vétérinaires de base, du transport des animaux, de leur alimentation, de leur marquage et leur dressage avec les cavaliers.

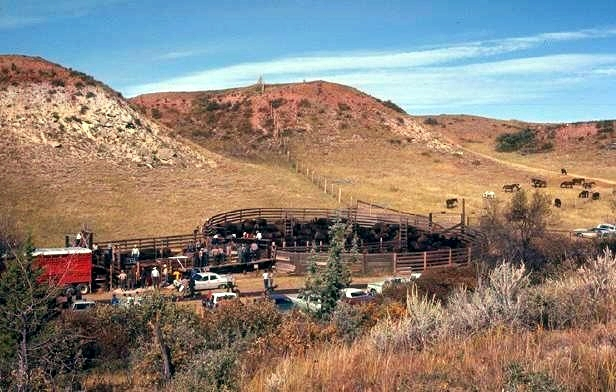
Chevaux sauvages lors d'une rafle au parc national Theodore Roosevelt

Un wrangler fait également partie de ce que l'on appelle une équipe de piste, composée de bouviers, d'un chef de piste, d'un cuisinier et du wrangler. Ces rassemblements peuvent réunir entre 2 000 et 3 000 bovins sur plusieurs jours.
Pendant la journée, le wrangler, ou plus familièrement le « jingler », conduit les chevaux pour leur trouver des pâturages. Ces rassemblements se font souvent plusieurs fois dans la journée pour que les cow-boys ou les employés du ranch changent de chevaux. C'est ce qu'on appelle la remuda (changement de cheval). Dans le vieil ouest américain, il était aussi historiquement appelé cavvy. Les chevaux de la remuda doivent être parqués dans des pâturages appropriés, abreuvés et facilement séparés en enclos pour être montés si nécessaire afin que le wrangler puisse faire son travail. Pour ce faire, il doit connaître chaque cheval et pouvoir les localiser. Le wrangler est donc responsable du bien-être et de l'état général du troupeau.
Lorsqu'il ne remplit pas ces rôles, le wrangler travaille également à la cuisine et à l'entretien. Cela implique la coupe et le ramassage du bois, ramener de l'eau pour la cuisine et préparer la nourriture. Le wrangler est en outre responsable de la mise en place et du démontage du campement, de l'accrochage et du décrochage du chariot, de son chargement et du démontage de l'enclos de corde. Le wrangler est celui qui surveille le troupeau la nuit et les ramène à un autre  wrangler le matin. Souvent, lors d'un rassemblement de troupeau, il trouvait un champ ou un pâturage vide pour s'installer pour la nuit. Il installait une grande tente pour la nuit, et quand il faisait beau, il déployait des couvertures sur n'importe quelle surface plane appropriée pour l'extérieur.

## Démographie
Les wranglers sont souvent les plus jeunes hommes du ranch et étaient souvent romancés pour leur rudesse, leur apparence et leur masculinité, en particulier telles qu'elles sont représentées dans le cinéma, la littérature et l'iconographie,. En règle générale, les wranglers ont été principalement représentés comme des hommes, en raison des exigences physiques de leur travail. Cependant, les femmes effectuant des tâches similaires ne sont pas rares. Bien qu'il y ait eu beaucoup de cavaliers masculins, il n'est pas rare que des femmes exercent ce travail. Certains récits mettent l'accent sur la fiabilité et la vivacité d'une femme wrangler en tant que cavalière de Randonnée équestre. La plupart des wranglers, lors des rassemblements de bétail dans le passé, étaient des hommes, mais quelques femmes y ont également participé.
De nombreux wranglers sont également des habitants de longue date qui ont grandi en participant à des événements équestres et des rodéos, souvent avec un héritage similaire. Les wranglers avec ces antécédents familiaux pouvaient commencer à travailler dès l'âge de 10 ans. Ils entendaient et voyaient beaucoup de choses très jeunes qui les conditionnaient à devenir résistants et endurants.
Les wranglers et les cowboys deviennent de plus en plus rares. Ils sont remplacés par des professionnels modernes tels que les biologistes et les chercheurs vétérinaires qui ont davantage de formation et des connaissances théoriques que la pratique intensive avec des chevaux. L'idée qui les wranglers, passant beaucoup de temps avec les chevaux, créant un lien familier et pouvant s'identifier à eux, devient également moins courant.
Les trois principaux États qui continuent d'utiliser par des wranglers aux États-Unis sont la Californie, l'Arizona et le Wyoming.